# Przydrożna kapliczka domkowa w Błażkowej
Przydrożna kapliczka domkowa w Błażkowej  – rzymskokatolicka kapliczka parafii Wniebowzięcia Najświętszej Maryi Panny w Lubawce znajdująca się w Błażkowej w diecezji legnickiej.
W bezpośrednim sąsiedztwie zabudowań folwarku. Wedle daty umieszczonej nad wejściem wzniesiona w 1878 r. jako murowana, otynkowana budowla, na rzucie czworoboku, przekryta dwuspadowym dachem z drewnianą sygnaturką. 